# ボクハ・キミガ・スキ
『ボクハ・キミガ・スキ』は、1991年5月21日に発売された谷山浩子の18作目のアルバム、およびそのタイトル曲を元にした谷山浩子による同名の恋愛小説。

## アルバム概要
収録曲はラブソング尽くしとなっている。以前の谷山浩子は歌詞を先に作っていたが、このアルバムでは曲を先に作っている。収録曲の「COTTON COLOR」では一見意味のない言葉を使っているように見えて、実は逆から読むと意味の通る英文となっており、その内容は母が沢山の男の子を殺し自分も殺されたという猟奇的な内容となっている。「COTTON COLOR」は上野洋子への提供曲で、みずき健原作の漫画『シークエンス』のイメージアルバムに提供した楽曲のセルフカバー。
「約束」はグロリア・イップへの提供曲で、映画版『孔雀王 アシュラ伝説』主題歌「ASHURA」のセルフカバー。「心だけそばにいる～HERE IN MY HEART～」は西田ひかるへの提供曲。
タイトル曲「ボクハ・キミガ・スキ」を元にして、同名の小説が制作されている（「#小説」を参照）。 

## 収録曲
1. ボクハ・キミガ・スキ
作詞・作曲：谷山浩子、編曲：石井AQ・谷山浩子
2. 約束
作詞：谷山浩子、作曲：いしいめぐみ、編曲：石井AQ・谷山浩子
3. 催眠レインコート
作詞・作曲：谷山浩子、編曲：石井AQ・谷山浩子
4. 心だけそばにいる～HERE IN MY HEART～
作詞：谷山浩子、作曲：いしいめぐみ、編曲：斉藤ネコ
5. 手品師の心臓
作詞・作曲：谷山浩子、編曲：石井AQ・谷山浩子
6. 不眠の力
作詞・作曲：谷山浩子、編曲：石井AQ・谷山浩子
7. パジャマの樹
作詞・作曲：谷山浩子、編曲：斉藤ネコ
8. わたしを殺さないで
作詞・作曲：谷山浩子、編曲：斉藤ネコ
9. COTTON COLOR
作詞・作曲：谷山浩子、編曲：石井AQ・谷山浩子
10. 海の時間
作詞・作曲：谷山浩子、編曲：斉藤ネコ

- プロデューサー：谷山浩子、石井AQ
- ディレクター：久永俊一、長岡和弘

## 小説
小説『ボクハ・キミガ・スキ』は、1991年6月に集英社のコバルト文庫より発売された。
緑ヶ丘高校に通う女子生徒ルゥが、風のように透き通った少年ナオが親友の一樹へわざと彼の恋人にちょっかいをかけたりと訳の分からない悪戯をしているのを見て、次第に彼が同性である一樹に恋していることを知っていくというストーリーで、いわゆるやおい（ボーイズラブ）小説である。ただし谷山自身は当時、やおい小説の存在を知らず、片思いの純粋性を表現するためにそのような筋書きにしたという。